# Volcatius Sedigitus
Volcatius Sedigitus (Volcacius Sedigitus; II/I w.p.n.e.) – rzymski poeta. Autor utworu De poetis (O poetach), znanego z 13-wersowego fragmentu zacytowanego przez Gelliusza.